# Tebourbai csata
A tebourbai csata a második világháború egyik ütközete volt a tunéziai Tebourba közelében, brit–amerikai és német csapatok között 1942. november 25. és december 10. között, a november 8-i Torch hadművelet után. Az ütközet az utólag „futás Tuniszért” elnevezésű tunéziai hadjárat részét képezte. A szövetséges csapatok a bizertai és tuniszi kikötők feletti ellenőrzést akarták mielőbb elérni, hogy a tengelyhatalmi csapatok utánpótlási lehetőségeit meg tudják szüntetni. A tengelycsapatok csapatmegerősítéseinek fő kirakodóhelyeként számon tartott tuniszi kikötőben ebben az időszakban rakodták ki többek között a németek új nehézharckocsi-típusát, a Tigert, a tebourbai ütközet volt a típus első éles bevetése a hadszíntéren. A négy kirakodott járművet az 501. nehézpáncélos osztály (schwere Panzer Abteilung 501) alkalmazta.
A kezdeti szövetséges sikereket követően a németek december 1-jén, a beérkezett német páncéloserők révén, ellentámadásba mentek át. A tapasztalt német páncéloscsoportok segítségével a szövetségesek súlyos veszteségeket szenvedtek, majd a frontvonalak megmerevedésével, Medjez el-Babnál állóharcok alakultak ki, a szövetséges támadásokat a német erők visszavetették.
A Tigerek elszenvedték első veszteségeiket is, a vontatott brit 6 fontos páncéltörő ágyúk hatásosnak bizonyultak ellenük, lesállásból. A következő év tavaszán az Ochsenkopf hadműveletben nagyobb számban is bevetik őket az 501-esek kötelékében, súlyos veszteségeket okozva és elszenvedve.

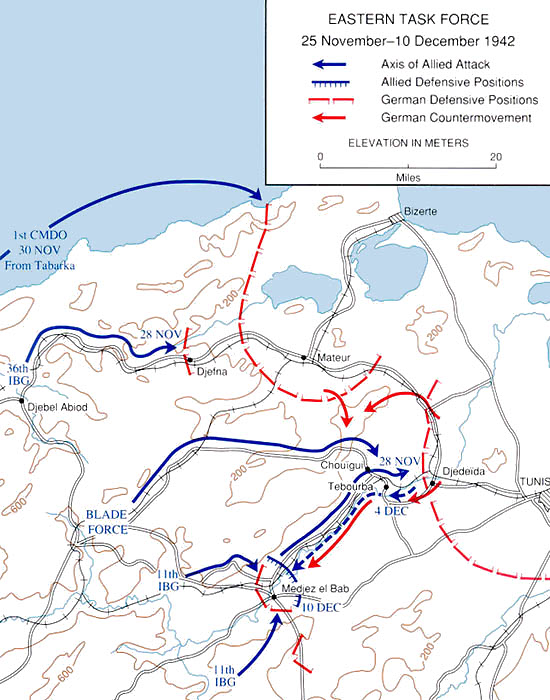
A térségben kialakult összecsapások

## Fordítás
- Ez a szócikk részben vagy egészben  a   Battaglia di Tebourba című olasz Wikipédia-szócikk ezen változatának fordításán alapul.  Az eredeti cikk szerkesztőit annak laptörténete sorolja fel. Ez a jelzés csupán a megfogalmazás eredetét és a szerzői jogokat jelzi, nem szolgál a cikkben szereplő információk forrásmegjelöléseként.